# Belize (district)
Belize is een district in het gelijknamige land Belize, gelegen in het oosten van het land aan de Caribische Zee. De hoofdstad is Belize City, de grootste stad van het land.
Het district heeft een oppervlakte van 4.204 km² en wordt bewoond door 95.292 mensen (2010).
De eilanden Caye Caulker en St. George's Caye behoren, net als het voor de kust van Corozal gelegen Ambergris Caye, tot het district Belize.
Naast Belize City liggen de volgende plaatsen in het district: Hattieville, Ladyville, San Pedro, Caye Caulker, Burrel Boom, Crooked Tree en Gales Point
Ongeveer vijftig kilometer ten westen van Belize City bevindt zich de Belize National Zoo. De Maya-ruïnes van Altun Ha zijn eveneens in het district te vinden.
Belize · Cayo · Corozal · Orange Walk · Stann Creek · Toledo